# フラワー・オブ・ライフ
『フラワー・オブ・ライフ』はよしながふみによる漫画作品。『Wings』（新書館）にて2003年7月号から2007年2月号まで連載されていた。単行本は全4巻。

## あらすじ
白血病を克服し、1年1か月遅れで高校に入学してきた花園春太郎の日常と学校での生活を描く。
「フラワー・オブ・ライフ/（the）flower of life」は英語で、「生涯の最盛期」などの意味。

## 登場人物
※キャストはドラマCD版

### 花園家
花園 春太郎（はなぞの はるたろう）
声：関智一
主人公。白血病に罹り入院していたが、姉から骨髄移植を受け病を克服。1年1か月遅れで高校に入学する。
金髪で長身。顔立ちは美形で文化祭の劇の主役に推されるほど。
非常に明るくまっすぐな性格で、その素直さから失敗することもあるが、周りの人との色々なかかわりを通して成長していく。
入院中、無菌室で退屈しのぎに漫画を真似て絵を描いてばかりいたため絵が上手。漫画研究会に入部し、漫画の面白さに目覚めてゆく。
花園 さくら（はなぞの-）
声：山田美穂
春太郎の姉。春太郎の入院中、仕事を辞め、家事をすべて請け負っていた。
服飾関係の職に就いていたが現在は引きこもりで、春太郎が家を空けることを嫌がり、情緒不安定なところがある。
料理が得意で、春太郎の友人が家に来たときなどは手作りおやつや手料理を振舞う。
父
職業は初生雛鑑別師（ヒヨコ鑑別師）。口は悪いが、妻と妻似のさくらと春太郎を溺愛している。本職の他にも夜に居酒屋でアルバイトをしている。
母
外見はフワフワとした感じの優しそうな女性だが、侠気(おとこぎ)にあふれる女性。花園家の太陽であり、花園家の独裁者でもある。
職業は夫と同じ初生雛鑑別師（ヒヨコ鑑別師）。現在は、ヒヨコ鑑別の技術指導のためスペインへ行っており、日本へ帰ってくるのは年に1、2度。
初生雛雌雄鑑別選手権で3年連続優勝という輝かしい過去を持ち、その選手権で敗れた夫に激励の声をかけたことが結婚のきっかけとなる。

### 1年D組
三国 翔太（みくに しょうた）
声：福山潤
春太郎と最初に親しくなったクラスメイト。ぽっちゃりしたぬいぐるみのような体型で、春太郎にとっても好かれている。性格は穏やかで少し引っ込み思案なところがあるが、大好きな漫画のこととなると頑固になる一面も。
漫画研究会の副部長。絵のうまい春太郎と一緒に漫画を描くようになる。一度真剣に春太郎とぶつかったことで、自己主張ができるようになる。
一家そろってほんわかとしている。顔は母によく似ている。父親は気象予報士で、テレビ出演などをしている。
真島 海（まじま かい）
声：津田健次郎
完全なるアニメ・漫画オタク。人の目など気にしない性格で、休み時間の教室や公共機関内で一人で堂々とアニメの設定集や同人誌を読める。アニメやゲームについて語り始めると誰にも止められない。
協調性のカケラもなく、クラスでは浮いた存在。遠足などの行事にも最初から参加する意思がない。初対面の春太郎に対しても一方的に漫画の話を喋りまくったため、春太郎がキレた。
廃部していた漫画研究会を復活させ、部長を務める。勉強はしないので成績は最低。
趣味に費やすお金を貯めるため、夜間に肉体労働をしているため体が鍛えられているが、肌は雪のように白い。
ドSでツンデレ萌え。 長身の美形で、文化祭では主役を演じた。
無表情で自己中心的な性格で常に何を考えているかわからないが、失恋に直面してはじめて激しい感情を見せる。
山根（やまね）
声：淺川悠
1年D組のクラス委員を務める女子生徒。小学生の頃から父親の仕事の都合で転校を繰り返してきたため大人びた性格をしており、ほとんどのことには動じない。
読書が好きで、本の扱いには人一倍神経質。
とても落ち着いていて大人っぽいが、実はファンシーなものが好き。
相沢（あいざわ）
声：早水リサ
山根と仲が良い女子生徒。読書が好きで、山根とよく本の貸し借りをする。
磯西（いそにし）
声：又吉愛
お菓子作りが得意な女子生徒。女の子らしくかわいらしい。後に尾崎と付き合うことに。
陣内（じんない）
磯西と仲が良い女子生徒。背が高くボーイッシュな外見。
坂井（さかい）
おっとりしていて、ほとんど毎日遅刻をしてしまう女子生徒。
自分のだらしない性格や太目の体型を気にしている。
辻 俊平（つじ しゅんぺい）
声：うえだゆうじ
男子生徒。春太郎の家を訪れた時に、さくらに一目惚れする。引きこもりの兄がいる。
尾崎（おざき）
声：高橋圭一
辻と仲が良い男子生徒。

### その他
斉藤 滋（さいとう しげる）
声：野島健児
1年D組の担任の女性教師。国語担当。通称「シゲ」。
外見も服装も男っぽいが、振る舞いや言葉遣いは女らしいため、よくオカマに間違えられる。
高校生の頃からボーイッシュで女子生徒にモテていたが、自分の女の子らしさを見抜いてくれた男性教師の小柳を好きになる。
その小柳と、教師として赴任したこの学校で再会し、不倫関係に陥る。不毛な関係を断ち切ろうともするが、結局小柳にふりまわされている。
後に、小柳と教え子である真島との間で揺れることとなる。
武田 隅子（たけだ すみこ）
声：桑島法子
1年A組の女子生徒。漫画を描くのが好きで、自宅には本格的な道具も揃っている。
暗くて目立たない性格で、漫画も誰にも見せずこっそりノートに書き溜めるだけだったが、偶然そのノートを拾った真島がクラスでまわし読みし、その面白さが評判となったことから自信を持てるようになり、友達もできはじめる。
長い髪で顔を隠し暗い雰囲気だったが、少女漫画のお約束で、髪を上げると実は美人。文化祭では自らの脚本でヒロインを演じた。

小柳（こやなぎ）
声：藤原啓治
数学教師。妻子がいるが、滋と不倫関係になる。教師としての評判は良い。

## 書誌情報
- よしながふみ『フラワー・オブ・ライフ』全4巻。
  1. 2004年5月10日発行 ISBN 9784403617492
  2. 2005年6月10日発行 ISBN 9784403617928
  3. 2006年4月25日発行 ISBN 4403618294
  4. 2007年6月15日発行 ISBN 9784403618673